# Mieczysław Popek

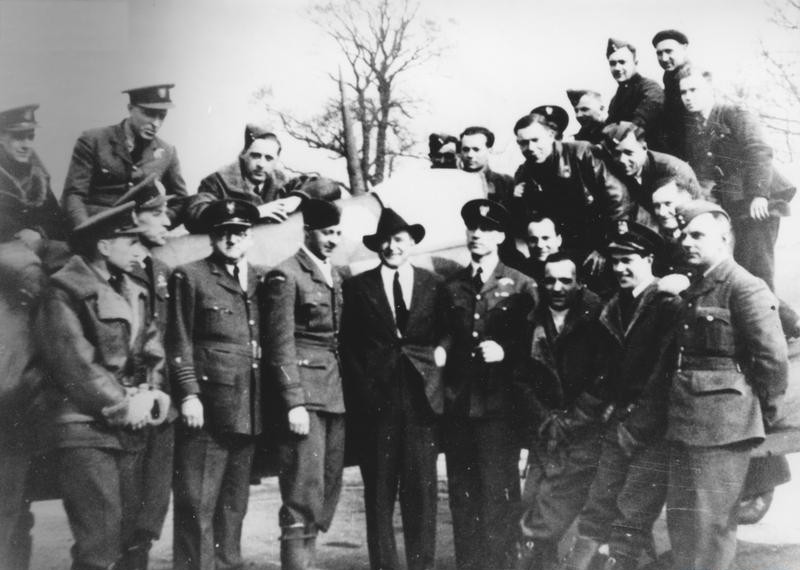
Stoją w pierwszym rzędzie: por. Wojciech Kołaczkowski, por. Zdzisław Henneberg, płk Bogdan Kwieciński, por. Mirosław Ferić, płk Marian C. Cooper, mjr Witold Urbanowicz, ppor. Bogdan Grzeszczak, st. sierż. Mieczysław Popek, st. sierż. Mozut. U góry: por. Wiktor Srzembosz, por. Tadeusz Arentowicz, st. sierż. Mieczysław Adamek i grupa mechaników

Mieczysław Edmund Popek (ur. 30 października 1916 w Siedlcach, zg. trag. 14 stycznia 1944 na lotnisku Tollerton k. Nottingham) – polski lotnik wojskowy, starszy sierżant pilot Wojska Polskiego, chorąży (ang. Warrant Officer) Królewskich Sił Powietrznych.

## Życiorys
Był synem Mateusza i Sabiny z domu Rećko. W roku 1933 ukończył siedem klas szkoły powszechnej w Hajnówce. Do wojska został wcielony 4 listopada 1937 r. Przydzielono go do 5 pułku lotniczego w Lidzie, gdzie 15 grudnia złożył przysięgę wojskową. W 1938 r. ukończył w 5 pl szkołę podoficerską i w tym samym roku zaliczył Wyższy Kurs Pilotażu Myśliwskiego w Grudziądzu. Przydzielony do 152 eskadry myśliwskiej wyposażonej w samoloty P.11c.
We wrześniu 1939 r. 152 em przydzielono do Armii Modlin. Już 1 września wziął udział w pierwszym locie bojowym swojej jednostki – będąc w kluczu mjr. Edwarda Więckowskiego (dowódcy dywizjonu myśliwskiego 5 pl) około godz. 16:30 wystartował do lotu na osłonę Modlina. Zauważył jednak dużą wyprawę He 111, odłączył się od swego prowadzącego i wraz z dwoma innymi kluczami eskadry zaatakował przeciwnika. Zgłoszono zestrzelenie czterech He 111.
10 września został zestrzelony w walce z Bf 110 z jednostki I./ZG 1, osłaniającymi bombowce He 111, w rejonie Mińska Mazowieckiego (lądował przymusowo, samolot spłonął).
Przez Rumunię przedostał się do Francji, gdzie w bazie Lyon został przydzielony do klucza por. J. Falkowskiego (X klucz kominowy „Fa”). Samoloty (Bloch MB.152) otrzymali dopiero 15 czerwca i do upadku Francji wykonali tylko kilka lotów patrolowych bez kontaktu z wrogiem. 23 czerwca wypłynął na statku m/s „Batory” do Wielkiej Brytanii.
18 września 1940 r. został przydzielony do 307 nocnego dywizjonu myśliwskiego wyposażonego w dwuosobowe samoloty typu Defiant. W październiku 1940 po tygodniowym szkoleniu w 5 OTU w Aston Down trafił do 32 dywizjonu myśliwskiego RAF. 28 listopada 1940 przeniesiony do 249 dywizjonu RAF. W lutym 1941 trafił do dywizjonu 303.
W 1943 roku zgłosił się na ochotnika do zespołu PFT udającego się do Afryki. Uzyskał tam dwa pewne zestrzelenia.
Po powrocie 22 lipca 1943 roku przydzielony ponownie do dywizjonu 303.
11 października 1943 roku przeniesiony do 16 (P)SFTS na stanowisko instruktora
14 stycznia 1944 roku po wykonaniu lotu treningowego kołował samolotem Miles Master III nr DL941 na lotnisku Tollerton k. Nottingham i zderzył się ze startującym Masterem II nr EM385. Załoga tego drugiego samolotu nie odniosła obrażeń, podczas gdy Popek zginął. Pochowany na cmentarzu w Newark, grób 319.

## Zestrzelenia
Zajmuje 53. lokatę na „Liście Bajana” – 4 zwycięstwa pewne.
- 4 kwietnia 1942 – Fw 190 (operacja Circus 119)[2]
- 3 lipca 1942 – ½ Ju 88 (2 Ju 88 wspólnie z T. Kołeckim, K. Wünsche i A. Rokitnickim)
- 18 sierpnia 1942 – ½ Fw 190
- 20 kwietnia 1943 – Mc 202 (pilotował Spitfire IX, ZX-7 (EN268))
- 28 kwietnia 1943 – Mc 202 (pilotował Spitfire IX, ZX-6 (EN315))

uszkodzenie:
- 8 kwietnia 1943 – Me 109 (pilotował Spitfire IX, ZX-6 (EN315) )
- 3 października 1943 – Fw 190

## Odznaczenia
- Krzyż Srebrny Orderu Virtuti Militari[3].
- Krzyż Walecznych (czterokrotnie)
- Medal Lotniczy (dwukrotnie)